# Almodóvar del Campo
Almodóvar del Campo hay Almodóvar, là một đô thị thuộc Ciudad Real, Castile-La Mancha, Tây Ban Nha.